# 国王
国王（こくおう、英語: king, フランス語: roi, ドイツ語: König, ノルド語: kong, ラテン語: rex）は、国の君主（王）を指し、その称号（君主号）でもある。特に男性である場合（男王）を指す。

フランス国王（当時）ルイ14世

## 東洋の国王
元来、漢字の「王」は、殷・周王朝の君主の称号として使われた。周王は天下（世界）を治め、諸侯は周の封建制の下で国（領地）を治め「公」を称した。春秋時代に周が衰微し、有力諸侯の群雄割拠の時代になっても周王のみが王を名乗った。
戦国時代になると、各国の君主が「王」を名乗った。以降は、「王」はもはや天下ではなく、領地（国）を治める領主と認識されるようになった。そのため、中華世界を統一した秦王の政は「王」号を廃し「皇帝」号を作り自ら称することになった（始皇帝）。それに続く漢も「皇帝」を君主号として使用した。三国時代や東晋十六国時代、五代十国時代など皇帝が乱立する時代はあったものの、最後の王朝清まで、中国では「皇帝」が至上の君主号であった。
日本では、古来から君主をさすものとして「キミ」が用いられ、ヤマト王権の君主にはオオキミの称号が用いられており、これは「大王」と漢字が当てられている。また対外的には漢委奴国王や倭国王として封じられた倭の五王のように、中華政権から国王として冊封されたものもいる。天武天皇期より君主には天皇の称号を「皇帝」に相当する称号として使用してきた。また「王」の称号は、皇族が称する称号として残った。一方で、中華政権から冊封を受け、南朝の懐良親王や征夷大将軍の足利義満が「日本国王」を称した事例があるが、これは外交上の称号に過ぎず、国内で公式に用いられることはなかった。江戸時代においては中華政権との正式な国交はなく、江戸幕府将軍は朝鮮との外交上では「日本国大君」の称号を用いた。ただし正徳期に新井白石の提案で一時的に「日本国王」の号を用いている。
君主が国内向けには「国王」と自称していない場合も、中国の皇帝との関係上、対外的に称する外交称号として用いられた事例がある（日本の征夷大将軍、ベトナムの太上皇など）。琉球以外の日本では制度上国王という位が設けられたことはないが、天皇を指して国王、王と呼ぶ例は軍記物語などの文献に広く見られる。これは、「国王」ないし「王」が、元来は一般に君主を意味することによるものである。

### 中国の爵位「国王」
前漢以降の中国では、「王」は皇帝に服する称号で、爵位の一つ（諸侯王）となった。爵位としての「王」は皇帝に次ぐものとされ、皇帝の一族や功臣が各郡などに封じられるときに与えられた。また、皇帝の支配の及ばない外国の君主にも「王」を与えることで、「世界を支配している」という事実を作ろうとした（冊封体制）。そのため、中華文化圏では「王」は中国皇帝から賜る称号の一つであり、中国皇帝に臣従した証しとなった。隋代には「国王」「郡王」の爵位が用いられ、「国王」は「郡王」などより格上の爵位ではあったが、国家の君主である国王の意味は持たなかった。そのため実際には国王であっても、あまり重要視しない国王の場合は、「郡王」などの格下の称号が与えられる場合があった。「王」の字を用いた爵位としては他に「親王」「嗣王」「藩王」が知られる。

## 西洋の国王
ヨーロッパには元々は各地域ごとに君主の名称があった。初期の神聖ローマ帝国においては、君主には国王、皇帝、大公／公（プリンス）の3つの概念があり、国王のうち教皇から皇帝として承認を受けた者のみが皇帝であり、国王とするほどではない小君主が総称的にプリンスと呼ばれた。
ヨーロッパの多くの皇帝がローマ帝国を起源としているのに対し、英語の king のようなゲルマン系の王の名称は血統を意味する kin から派生しているため、より血統が重視された。皇帝は実力のある者が推戴されることが建前であり、このためローマ帝国、東ローマ帝国ではしばしば実力者が武力闘争やクーデターによって皇帝となり、神聖ローマ帝国では選挙制が維持された。コルシカ島生まれの軍人に過ぎないナポレオン・ボナパルトが皇帝に即位したのは、王に即位すれば反革命とみなされかねないという事情もあるが、皇帝が国民から推戴される存在という意識があったことも背景にある。
ゲルマン系の王は元々は戦争時に臨時に選ばれるもので、これがゲルマン、スラヴ系の選挙王制につながり、前述の神聖ローマ帝国の帝位の選挙制もこれに由来するという事情もあるが、この場合でも王位については、その血統を引くことが選出の条件となった。またケルト系のタニストリー制でも王の血統を持つ者から選ばれる。近代に入って新たに独立した国々が王制を採用した場合、多くの国では最初から王が存在しないか、既に王家の血統が絶えていることが多かったが、その場合でも自国の貴族から選ぶより、他国から君主の一族を招いて王とすることがしばしばあったのも、王となるのは王の血統を引いた者といった概念があったからである。また、ゲルマン諸族において別の部族の有力者を王に推戴した前例があったことから、血統を最優先し他国の者であっても王として迎え入れることを厭わない傾向に拍車をかけることとなった。ヨーロッパではほとんどの場合、王朝交代があっても傍系か女系の血統を引いている。
他国から王を迎え入れる場合、ドイツ系が非常に多かったが、これは神聖ローマ帝国が統一されず、国内に王号やそれに準ずる爵位を保持する領邦君主が多数存在し、ひいては王位を継ぐにふさわしい家系が多数存在したからである。なおかつ神聖ローマ帝国内の小国であるので、そこから王を迎え入れても自国への干渉や支配を排除できたからである。皇帝が実力制・選挙制であるため、過去に神聖ローマ皇帝を輩出した家系が多数存在し、逆説的にそういった家系が王家にふさわしい血統と認識されたという事情もある。
王位継承法により女性の王位継承を認める場合とそうでない場合がある。フランスやドイツなどサリカ法を採る地域では女性の王位継承を認めない例が多い。近代では女性の王位を認める国が増えている。女性の場合女王という。

## 現在の「国王」
近代では立憲君主制を採用する国が多く、そのような国では国王の役割は儀礼的なものとなってきているが、外交や公式・非公式な場での発言などによる政治的な影響力は大きい。

## 現在の国王等一覧
この一覧は、国際連合加盟国の国王または各国それぞれの称号を持つ君主の一覧であり、イスラム諸国におけるマリク、スルターンなどを含む。君主であってもエンペラーと訳される天皇や、首長と訳されるアミール、また大公や公は記載せず、イギリスの君主が兼ねる、イギリス連邦諸国に関しては、イギリスをのぞいて記載しない。また、国家内の自治領・州等に存在する国王は含めない。順序は地域別の在位年数による。

### アジア
| 名                 | 国         | 齢   | 即位年月日     |
| ------------------ | ---------- | ---- | -------------- |
| ハサナル・ボルキア | ブルネイ   | 79歳 | 1967年10月4日  |
| ノロドム・シハモニ | カンボジア | 72歳 | 2004年10月29日 |
| ジグミ・ケサル     | ブータン   | 45歳 | 2006年12月14日 |
| ラーマ10世         | タイ       | 73歳 | 2016年10月13日 |
| イブラヒム         | マレーシア | 66歳 | 2024年1月31日  |

### 中東
| 名                | 国             | 齢   | 即位年月日    |
| ----------------- | -------------- | ---- | ------------- |
| アブドゥッラー2世 | ヨルダン       | 63歳 | 1999年2月7日  |
| ハマド            | バーレーン     | 75歳 | 1999年3月6日  |
| サルマーン        | サウジアラビア | 89歳 | 2015年1月23日 |
| ハイサム          | オマーン       | 70歳 | 2020年1月11日 |

### ヨーロッパ
| 名                       | 国                  | 齢   | 即位年月日    |
| ------------------------ | ------------------- | ---- | ------------- |
| カール16世グスタフ       | スウェーデン        | 79歳 | 1973年9月15日 |
| ハーラル5世              | ノルウェー          | 88歳 | 1991年1月17日 |
| ウィレム＝アレクサンダー | オランダ            | 58歳 | 2013年4月30日 |
| フィリップ               | ベルギー            | 65歳 | 2013年7月21日 |
| フェリペ6世              | スペイン            | 57歳 | 2014年6月19日 |
| チャールズ3世            | イギリス 英連邦王国 | 76歳 | 2022年9月8日  |
| フレデリック10世         | デンマーク          | 57歳 | 2024年1月14日 |

### アフリカ
| 名            | 国           | 齢   | 即位年月日    |
| ------------- | ------------ | ---- | ------------- |
| ムスワティ3世 | エスワティニ | 57歳 | 1986年4月25日 |
| レツィエ3世   | レソト       | 62歳 | 1996年2月7日  |
| ムハンマド6世 | モロッコ     | 61歳 | 1999年7月23日 |

### オセアニア
| 名          | 国     | 齢   | 即位年月日    |
| ----------- | ------ | ---- | ------------- |
| トゥポウ6世 | トンガ | 66歳 | 2012年3月18日 |

## イギリス
アルフレッド大王
イングランド七王国のウェセックス王　在位:871年 - 899年
ウェセックス王エゼルウルフの子
アングロ・サクソン時代最大の王。英国海軍の父と称される。
エリザベス1世
テューダー朝第5代イングランドとアイルランドの女王（在位：1558年 - 1603年）
国王ヘンリー8世の次女。ジェームズ1世（6世）の母。
1588年、スペイン無敵艦隊に対して勝利した。治世中は、ウィリアム・シェイクスピアやクリストファー・マーロウといった劇作家によるイギリス・ルネサンス演劇や、フランシス・ドレークやジョン・ホーキンスなど航海士たちが活躍したエリザベス時代として知られる。
メアリー・スチュアート
スコットランド女王　在位：1542年12月14日 - 1567年7月24日　フランス王妃
スコットランド王ジェームズ5世の長女。
反ボスウェル派の貴族たちが軍に投降し廃位された。バビントン事件の裁判ではメアリーが関与した証拠が提示され、有罪・死刑となり処刑された。しかし彼女の子ジェームズはスコットランド王・イングランド王となり以後の両国王、グレートブリテン王、連合王国の王は、すべてメアリーの直系子孫となった。
ジェームズ1世（6世）
スコットランド、イングランド、アイルランドの王。在位：1567年7月29日 - 1625年3月27日
スコットランド女王メアリーの子。曽祖叔父にイングランド王ヘンリー8世。チャールズ1世の父。ハノーヴァー朝の祖ジョージ1世の曽祖父。
1歳1ヶ月でスコットランド王位に就く。『自由なる君主国の真の法』（1598年）という論文を書いて王権神授説を唱えた。1603年には同君連合でイングランド王になり以後イングランドとスコットランドは、1707年に合同してグレートブリテン王国となるまで、共通の王と異なる政府・議会を持つ同君連合体制をとることとなる。イングランド国教会以外のカトリックと清教徒の両極を排除する宗教弾圧を行った。「グレートブリテン王」（King of Great Britain）と自称し、新しい硬貨「ユナイト」（the Unite）を発行してイングランドとスコットランドの両国に通用させた。イングランドのセント・ジョージ・クロスとスコットランドのセント・アンドリュー・クロスを重ね合せたユニオン・フラッグを1606年4月12日に制定した。

チャールズ1世
イングランド、スコットランド、アイルランドの王（在位：1625年 - 1649年）
ジェームズ6世の次男。チャールズ2世・ジェームズ2世の父。
父同様に王権神授説を信奉し、「権利の請願」に一旦は請願受託の署名を行うが、翌年議会を解散、議会の指導者を投獄し、専制政治を行った。国教統一に乗り出し、ピューリタンを弾圧した。スコットランドにも国教を強制するにおよんで、各地に反乱が起きた。特にカルヴァン派の民衆が反乱に立ち上がった。反乱鎮圧のための戦費を得る目的で11年ぶりに議会を招集し、船舶税で賄おうとした（短期議会・長期議会）。反国王派の議員を逮捕に踏み切ったことで議会派と王党派の内戦が勃発した（イングランド内戦）。オリヴァー・クロムウェル率いる鉄騎隊の活躍により、王党派が各地で打ち破られピューリタン革命が起こった。チャールズ1世は処刑されイングランド共和国（共和制）が樹立された。
チャールズ2世
王政復古期ステュアート朝のイングランド、スコットランド、アイルランドの王（在位：1660年5月29日 - 1685年2月6日）
チャールズ1世の子。ダイアナ妃の祖先。
ピューリタン革命のためフランスに亡命。クロムウェルの死後、共和国は混乱し1660年3月16日にイングランド議会を解散、チャールズら王党派と連絡を取り復帰を要請。王政復古となりイングランド王となった。
ジェームズ2世（7世）
イングランド・スコットランド・アイルランドの王　在位：1685年2月6日 - 1688年
チャールズ1世の子。フランス王アンリ4世の孫。メアリー2世・アン女王・老僭王ジェームズの父。ダイアナ妃の祖先。
イングランド人が好んでいなかったカトリックを信仰し宗教弾圧も決行、長老派教会のカヴェナンターを弾圧している（殺戮時代）。カトリック信徒が高位公職につくことを許し、反カトリックの急先鋒の一人ヘンリー・コンプトンをはじめ、要職にあった国教会信仰の者を免職しはじめた。に信仰自由宣言を発し、カトリック及び非国教会プロテスタントへの制限・処罰を停止した。更にオックスフォード大学クライストチャーチおよびユニバーシティ・カレッジでも国教会信徒からカトリックへ要職・研究者職のすげ替えを行った。この頃イギリスに誕生したトーリー党とホイッグ党は猛反対し、1688年廃位された（名誉革命）。
ヴィクトリア
ハノーヴァー朝の第6代女王（在位：1837年6月20日 - 1901年1月22日）
3代国王ジョージ3世の孫。エドワード7世、ドイツ皇后ヴィクトリア、 ヘッセン大公妃アリスの母。女王エリザベス2世の高祖母。
世界各地を植民地化し大英帝国の黄金時代を現出した。その治世はヴィクトリア時代と呼ばれる。

## フランス
カール大帝
在位：768年 - 814年
カロリング朝を起こしたピピン3世の子。フランク王カール・イタリア王ピピン・アキタニア王ルイの父。
西ヨーロッパの主要部分を統一しフランク王国を最盛期にした。800年には西ローマ皇帝（フランク・ローマ皇帝）にも列聖。古典ローマ、キリスト教、ゲルマン文化の融合を体現し「ヨーロッパの父」とも呼ばれる。彼の死後3人の孫により国は分裂した。
シャルル7世
ヴァロワ朝の第5代国王（在位：1422年 - 1461年）
第4代国王シャルル6世の五男。ルイ11世の父。
イングランドの否認により王位に就けずにいたが、ジャンヌ・ダルクの活躍により連勝しフランス王となり百年戦争に終止符を打った。
アンリ4世（エンリケ3世）
ブルボン朝初代国王（在位：1589年8月2日 - 1610年5月14日）ナバラ国王。

ブルボン家出身。母はナバラ女王ジャンヌ・ダルブレ。ルイ13世・スペイン王妃エリザベート・イングランド王妃アンリエット・マリーの父。ルイ14世・イングランド王チャールズ2世とジェームズ2世の祖父。
カトリックとユグノーの争い（ユグノー戦争）がおこる中即位。カトリックをフランスの国家的宗教であると宣言しつつ、プロテスタントに多くの制約はあるものの信仰の自由を認め、フランスにおける宗教戦争の終息を図るナントの勅令を発した。しかし狂信的なカトリック教徒に刺殺された。
ルイ13世（ルイス2世）
ブルボン朝第2代国王（在位：1610年5月14日 - 1643年5月14日）。ナバラ国王。
アンリ4世の子。母はメディチ家出身。曽祖父に神聖ローマ皇帝フェルディナント1世。ルイ14世・オルレアン家初代当主フィリップの父。
父が暗殺されたことにより8歳半で即位。宰相リシュリューのもと貴族を抑え国王集権を強化した。
ルイ14世
ブルボン朝第3代国王（在位:1643年5月14日 - 1715年9月1日）ナバラ王国国王。
ルイ13世の子。スペイン王フェリペ3世の孫。スペイン王フェリペ5世の祖父、ルイ15世の曽祖父。
父ルイ13世が41歳で亡くなったため4歳で即位。宰相マザランのもと三十年戦争の戦後処理交渉などを行ったが、貴族抑圧政策に怒った貴族や司法官と重税に抗議するパリ市民が大反乱を起こした（フロンドの乱）。一時パリに脱出し反乱が静まると反乱貴族の土地を没収した。
その後スペイン王女マリー・テレーズと結婚。マゼラン死去後宰相を廃止し絶対君主となる。財務総監コルベールによる重商主義によりマニュファクチュアを育成し保護貿易主義と植民地政策により国家財政を莫大にすることに成功。ベルサイユ宮殿の建設を開始する。
自然国境説によりライン川方面に進みネーデルラントに侵入。ついで英蘭戦争に乗じて領土を獲得。ファルツ継承戦争も行う。スペイン継承戦争で劣勢に立たされ生涯を終える。
ルイ16世
ブルボン朝第5代のフランス国王（在位：1774年5月10日 - 1792年8月10日）。ナバラ国王。
ルイ15世の孫。妃はマリー・アントワネット。ルイ17世の父。
財政問題に悩まされ三部会招集。政治的に無策でバスティーユ襲撃に始まるフランス革命を呼び起こした。1793年、ギロチンで斬首刑にされた。
ナポレオン・ボナパルト
フランスの軍人・政治家。フランス帝国の皇帝 在位:1804年 - 1814年、1815年
コルシカ島の血統貴族出身。ナポレオン2世の父。
フランス革命中にジャコバン派を支持。フランス地中海艦隊の母港トゥーロンを奪回して功績を上げる。1795年、王党派の蜂起ヴァンデミエールの反乱を鎮圧。1796年、イタリア方面軍司令官に抜擢されオーストリアに連戦連勝。1798年、エジプトに上陸し、ピラミッドの戦いで勝利。しかし12月第二次対仏大同盟が結成されフランスが危機に陥ると、1799年、ブリュメールのクーデターを起こし、統領政府を樹立し自ら第一統領（第一執政）となり、実質的に独裁権を握った。1800年にはフランス銀行を設立。1804年には初の本格的な民法「フランス民法典（ナポレオン法典）」を公布。1801年に教皇ピウス7世との間で政教条約を結び、国内の宗教対立を緩和。1802年に自らを終身統領（終身執政）と規定。
1804年5月国会の議決と国民投票を経て皇帝の地位に就いた。1805年10月、ネルソン率いるイギリス海軍の前にトラファルガーの海戦にて完敗。対英上陸作戦を断念し大陸制覇に方針を変える。アウステルリッツの戦いでオーストリア帝国とロシア帝国に完勝。10月のイエナの戦い・アウエルシュタットの戦いでプロイセン軍に大勝してベルリンを占領。ヨーロッパ中央をほぼ制圧する。1806年大陸封鎖令を出しイギリスとの貿易を禁止させる。ティルジット条約においてプロイセンは49%の領土を削り、さらに多額の賠償金をフランスに支払わせた。フランスはイギリス・スウェーデンを除くヨーロッパ全土を制圧し、イタリア・ドイツ西南部諸国・ポーランドはフランス帝国の属国に、ドイツ系の残る二大国、オーストリア・プロイセンも従属的な同盟国となった（ナポレオン戦争）。
しかしその後ロシア遠征に失敗、ライプツィヒの戦いで大敗し1814年首都パリが陥落。将軍連の反乱により退位させられ、エルバ島に追放された（解放戦争）。
1815年、戦後処理のウィーン会議の混乱とフランス王に即位したルイ18世の政治が民衆の不満を買っているのをみて、ナポレオンはエルバ島を脱出し、パリに戻って復位する。しかし連合国に講和を提案したが拒否され、イギリス・プロイセンの連合軍にワーテルローの戦いで完敗して再び退位に追い込まれる（百日天下）。南大西洋の孤島セントヘレナ島に幽閉され死去した。
ナポレオン3世 （ルイ・ナポレオン）
フランス第二共和政の大統領、のちフランス第二帝政の皇帝（在位：1852年 - 1870年）
ナポレオン・ボナパルトの甥（弟のホラント王ルイの子）。ナポレオン・ウジェーヌの父。
1851年12月2日のクーデターにより王党派を一掃。国民投票にかけて92%の賛成票を得たうえで、1852年1月14日に新憲法として公布。11月には国民投票により大統領に代わって世襲制の皇帝制が導入され皇帝に即位した（フランス第二帝政）。数々の国内政策・対外進出を続けたが普仏戦争で捕虜になり廃位にされた。

## スペイン
イサベル1世
トラスタマラ朝のカスティーリャ女王（在位：1474年 - 1504年）
カスティーリャ＝レオン王国の王フアン2世の子、ポルトガル王ジョアン1世の曾孫。イングランドとアイルランドの女王メアリー1世の祖母。
夫フェルナンド2世との結婚によりカスティーリャ＝アラゴン連合王国、すなわちスペイン王国（イスパニア王国）が誕生。カトリック両王と称される。また、コロンブスの新大陸進出に援助を与えた。
フェリペ2世
ハプスブルク家のカスティーリャ王国・アラゴン王国の国王（在位：1556年 - 1598年）。イングランド女王メアリー1世と結婚期間中、共同統治者としていた。また1580年からは、ポルトガル国王も兼ねた。
神聖ローマ皇帝スペイン王カール5世（カルロス1世）の子。ポルトガル王マヌエル1世の孫。フェリペ3世の父。
スペイン黄金世紀の最盛期に君臨し「太陽の沈まない国」と形容された。しかし「無敵艦隊」擁した対英戦争に破れスペインは傾いていった。
フェリペ5世
スペイン・ブルボン朝最初の国王　在位：1700年 - 1724年、1724年 - 1746年
フランス国王ルイ14世の孫。ルイス1世・フェルナンド6世・カルロス3世の父。カルロス4世・両シチリア王フェルディナンド1世・ポルトガル女王マリア1世の祖父。
スペイン継承戦争の末、ユトレヒト条約により即位する。

## ドイツ

### 神聖ローマ帝国
ハインリッヒ4世
ザーリアー朝第3代皇帝　在位：1056年 - 1105年
ローマ皇帝ハインリヒ3世の長男。ハインリヒ5世の父。
教皇グレゴリウス7世に破門にされ許しを乞うはめになる（カノッサの屈辱）。
フェルディナント2世
在位：1619年 - 1637年、オーストリア大公、ボヘミア王、ハンガリー王。
神聖ローマ皇帝フェルディナント1世の孫。フェルディナント3世・ポーランド王妃ツェツィーリア・レナータの父。
カトリックに対する新教徒の弾圧によりボヘミアで暴動が勃発。これにスウェーデン・デンマーク・フランスが参入し三十年戦争が始まった。この戦争で1600万人の人口が600万人に激減。各国に領土を奪われ、オランダ・スイスが独立。ドイツはいくつもの領邦に分裂した。

### プロイセン
フリードリヒ・ヴィルヘルム1世
第2代「プロイセンにおける王」在位：1713年2月25日 - 1740年5月31日
フリードリヒ1世の子。伯父にイギリス王ジョージ1世、曽祖父にプファルツ選帝侯・ボヘミア王フリードリヒ5世。フリードリヒ2世・ スウェーデン王妃ルイーゼ・ウルリーケの父。
財政・軍制の改革によってブランデンブルク＝プロイセンの強大化に努めた。
フリードリヒ2世
第3代プロイセン王　在位：1740年5月31日 - 1786年8月17日
フリードリヒ・ヴィルヘルム1世の子。イギリス王ジョージ1世の孫。
オーストリア継承戦争に勝利するもフランスとオーストリアがヴェルサイユ条約を締結。七年戦争が始まった。敗走を続けるも1762年1月5日、フリードリヒ2世を崇拝していたピョートル3世がロシア皇帝に即位し、ロシアとの講和が成立。オーストリア軍を倒し7年戦争に勝利した。

### ドイツ帝国
ヴィルヘルム1世
第7代プロイセン王（在位：1861年1月2日 - 1888年3月9日）初代ドイツ皇帝。
第5代プロイセン王フリードリヒ・ヴィルヘルム3世の次男。フリードリヒ3世の父。
ビスマルクを起用し軍備を拡張。ドイツ統一に成功し初代皇帝となった。
ヴィルヘルム2世
第9代プロイセン王国国王・第3代ドイツ帝国皇帝（在位：1888年6月15日 - 1918年11月28日）
フリードリヒ3世の子。
ビスマルクを引退させ、積極的な世界政策や軍備拡張を開始し、第一次世界大戦を戦うことになる。敗戦後、ドイツ革命により退位し亡命する。

## オーストリア
マリア・テレジア
オーストリア大公（在位：1740年 - 1780年）、ハンガリー女王、ボヘミア女王。
ハプスブルク家出身。神聖ローマ皇帝カール6世の子。ヨーゼフ2世・レオポルト2世・ナポリ王妃マリア・カロリーナ・フランス王ルイ16世妃マリア・アントーニアの母。
23歳の頃オーストリア継承戦争が勃発。ヴェルサイユ条約でフランスが遂に同盟を結ぶ。マリア・テレジア、エリザヴェータ女帝、ポンパドゥール夫人から3女性同盟とも呼ばれる。1756年8月29日、七年戦争が起こる。

## ロシア
イヴァン3世
モスクワ大公（在位1462年 - 1505年）
ヴァシーリー2世の子。ヴァシーリー3世・ポーランド王妃エレナの父。
ルーシ北東部を「タタールのくびき（モンゴル）」から解放し、モスクワ大公国の支配領域を東西に大きく広げた
イヴァン4世
モスクワ大公（在位1533年 - 1547年）、モスクワ・ロシアの初代ツァーリ。
ヴァシーリー3世の子。フョードル1世の父。
東方への領土拡大が進められ、アストラハン・ハン国とカザン・ハン国をモスクワ国家に組み入れ絶対君主制を発展させた。
ミハイル・ロマノフ
モスクワ・ロシアのツァーリ、ロマノフ朝最初の君主。在位：1613年 - 1645年
フョードル1世の母アナスタシアを大伯母に持つリューリク朝の姻戚。アレクセイの父。
ツァーリ不在の動乱時代中に即位。ロマノフ朝を興した。
ピョートル1世
モスクワ・ロシアのツァーリ（在位：1682年 - 1725年）、初代ロシア皇帝。
モスクワ大公アレクセイの子。ロシア女帝エリザヴェータの父。
ロシアの工業化を推し進め、スウェーデンからバルト海海域世界の覇権を奪取。新たな首都サンクトペテルブルクを建設した。
ピョートル3世
ロマノフ朝第7代ロシア皇帝（在位：1762年1月5日 - 1762年7月9日）シュレースヴィヒ＝ホルシュタイン＝ゴットルプ公
ホルシュタイン＝ゴットルプ公カール・フリードリヒの子。ピョートル1世の孫。
プロイセン王フリードリヒ2世の熱烈な崇拝者であった。七年戦争の最中にプロイセンと即時講和（サンクトペテルブルク条約）。対プロイセン休戦条約では占領地域を全て返還し、賠償金も要求しなかったため、ロシア国内及びにロシア軍内から不満の声が上がった。1762年6月28日、皇后エカチェリーナを支持する近衛部隊がクーデターを起こし、逮捕された。
エカチェリーナ2世
ロマノフ朝第8代ロシア女帝（在位：1762年7月9日 - 1796年11月17日）。ピョートル3世皇后。
パーヴェル1世の母。
クーデターにより即位。オスマン帝国との戦争で黒海沿岸とクリミア半島を獲得。第1次、第2次、第3次のポーランド分割を主導した。東方ではアラスカを占領。農奴制を強化し南下政策を続け自由主義思想を厳しくとりしまった。
ニコライ1世
ロマノフ朝第11代ロシア皇帝（在位：1825年12月1日 - 1855年3月2日）、第2代ポーランド立憲王国国王
パーヴェル1世の子。父はアレクサンドル2世。
デカブリストの乱を鎮圧し専制政治を行う。ギリシャやセルビアの独立運動を支援。ポーランド立憲王国の自治権拡大運動を抑制。オスマン帝国との間にクリミア戦争を起こすも戦争中に死去。
アレクサンドル2世
第12代ロシア皇帝（在位：1855年3月2日 - 1881年3月13日）
ニコライ1世の子、プロイセン王フリードリヒ・ヴィルヘルム3世の孫。アレクサンドル3世の父。
クリミア戦争の敗北後、農奴解放令などの自由主義的な社会改革を進めた。しかしナロードニキの革命派のテロで暗殺された。
ニコライ2世
ロマノフ朝第14代にして最後のロシア皇帝（在位1894年11月1日 - 1917年3月15日）
アレクサンドル3世の子。
日露戦争中にロシア第一革命にあい国会を開設。第一次世界大戦に参戦するも二月革命により退位させられその後処刑された。

## 中国
紂王（帝辛）
殷朝最後の第30代王。
帝乙の末子。武庚禄父の父。
肉を天井から吊るし林に見立て、酒を溜めて池に見立て飲み食いしたことから「酒池肉林」の語の由来となる。周の武王に滅ぼされた。
武王
周朝の創始者。
文王の次子。成王の父。
太公望の補佐を受け、殷を滅ぼした。
始皇帝
秦の初代皇帝　在位:紀元前246年 - 紀元前221年
荘襄王と趙姫の間の子。
春秋戦国時代を制し史上初の中国統一を達成。郡県制で中央集権を行い、国家単位での貨幣や計量単位の統一、阿房宮、万里の長城、兵馬俑の秦始皇帝陵の建設を行った。また旧習を否定する思想に染まり、儒学者への不信感から「焚書坑儒」を行った。
劉邦（高祖）
前漢の初代皇帝　在位:前202年2月28日 - 前195年6月1日
陳勝・呉広の乱などの全国的な騒乱状態、項羽との戦い(楚漢戦争)を制し中国全土を統一した。垓下の戦いからは『四面楚歌』の語も生まれた。
農民から皇帝に上り詰めたことから、日本では豊臣秀吉がよく引き合いに出される。
武帝
前漢第7代皇帝　在位:前141年3月9日 - 前87年3月29日
6代皇帝景帝の子。8代皇帝昭帝・燕王劉旦の父。
匈奴を打ち破り、西域を影響下に入れ大宛征服し、汗血馬を獲得。また南越国に遠征し、郡県に組み入れ、衛氏朝鮮を滅ぼして楽浪郡を初めとする漢四郡を朝鮮に置くなどし、前漢の最大版図を築き、前漢の全盛期となった。
光武帝
後漢の初代皇帝　在位:25年8月5日 - 57年3月29日
6代皇帝景帝の末裔。2代皇帝明帝・楚王劉英・東平王劉蒼の父。
王莽の帝位簒奪で一度滅亡した漢の復興をさせ天下統一に成功した。また日本に漢委奴国王印を贈った。
曹丕（文帝）
魏の初代皇帝　在位:220年11月25日 - 226年6月29日
三国時代の魏王曹操の子。2代皇帝曹叡の父。曹叡は日本の邪馬台国の使者と会見し、卑弥呼に王位を授けた。
劉備
三国時代の武将、蜀漢の初代皇帝　在位:221年 - 223年6月10日
2代皇帝劉禅の父。
黄巾の乱を鎮圧、諸葛亮（孔明）の天下三分の計に基づいて益州の地を得るなどし領土を広げた。「三顧の礼」「水魚の交わり」の語の元にもなった。劉禅の代で魏に敗北し滅亡。
孫権
呉の初代皇帝　在位:229年5月23日 - 252年5月21日
2代皇帝孫亮・3代皇帝孫休の父。建業を首都に定めたのは孫権が初。
司馬炎
西晋の初代皇帝　在位:266年2月4日 - 290年5月16日
魏の武将・政治家司馬昭の子、2代皇帝恵帝（司馬衷）・3代皇帝懐帝（司馬熾）の父。
魏から禅譲を受けて晋を建て、さらに呉を滅ぼして、分裂状態が続いていた中国をおよそ100年ぶりに統一した。
文帝（楊堅）
隋の初代皇帝　在位：581年3月4日 - 604年8月13日
北周の大将軍の楊忠の子。2代皇帝煬帝の父。
587年には南朝後梁を、589年には南朝陳を滅ぼして、西晋滅亡以来約300年にわたり乱れ続けてきた中国全土を統一した。
煬帝
隋の第2代皇帝　在位：604年8月21日 - 618年4月11日
楊堅の次子。
洛陽を東都に定め国都大興城（長安）の建設を推進、黄河と揚子江を結ぶ大運河を建設、万里の長城の修復をした。高句麗遠征を3度実施したが失敗した。日本からは第2回遣隋使（607年）で小野妹子との会見に渡された「日出づる処の天子、書を日没する処の天子に致す」の国書は著名。
李淵
唐の初代皇帝　在位：618年6月18日 - 626年9月4日
西魏の八柱国のひとりの李虎の孫、2代皇帝李世民の父。
煬帝の治世時に反乱を起こし、唐を建国した。
李世民
唐の第2代皇帝　在位：626年9月4日 - 649年7月10日
初代皇帝李淵の次男。3代皇帝李治の父。
玄武門の変にて皇太子の李建成を打倒して皇帝に即位。賦役・刑罰の軽減、三省六部制の整備などを行い、軍事面においても成績優秀者には褒賞を与え軍事力は強力し、唐の国勢は急速に高めた。また『晋書』『梁書』『陳書』『周書』『隋書』の正史を編纂をさせた。これらの充実した政策により、太宗の治世は貞観の治と称される。この時代には李白・杜甫・白居易などの詩人が登場し、日本の遣唐使を受け入れている。
玄宗
唐の第9代皇帝　在位：712年9月8日 - 756年8月12日
5代・8代皇帝睿宗の第3子。10代皇帝粛宗の父。
「武韋の禍」と呼ばれる臣下の専横を鎮圧。仏教僧達の度牒の見直し、税制改革、節度使制の導入などをし開元の治と呼ばれる善政で唐の中興期を迎え、日本の阿倍仲麻呂を臣下に登用。しかし後年楊貴妃を寵愛し政務を怠り、節度使の安禄山に反乱を起こされた（安史の乱）。
朱元璋（洪武帝）
明の初代皇帝　在位：1368年1月23日 - 1398年6月24日
永楽帝の父。建文帝の祖父。
貧農の家の末子。紅巾の乱で実績を上げ元朝を打破。劉基・宋濂らを側近に置き、淮南・江南・大都を占領。四川の大夏国、段氏の雲南を平定し北元をほぼ壊滅させ中国を統一した。
一世一元の制を導入。重農政策を打ち出し全国一斉に土地台帳、戸籍台帳を作り、里甲制・衛所制を実施し、明の基礎を固めた。しかし胡藍の獄と呼ばれる大粛清を行った。
建文帝
明の第2代皇帝　在位：1398年6月30日 - 1402年7月13日
洪武帝の孫。
即位後自分の叔父たちである周王朱橚・斉王朱榑・代王朱桂をそれぞれ庶民に落とし、湘王朱柏を焼身自殺させ、岷王朱楩を漳州に流した。
しかし燕王朱棣に軍を起こされ（靖難の変）失踪した。
燕王（永楽帝）
明の第3代皇帝　在位：1402年7月17日 - 1424年8月12日
洪武帝の四男。4代皇帝洪熙帝の父。
靖難の変で南京を陥落させ即位。都を北京に遷都する。紫禁城を造営。宦官鄭和に命じ大船団を南海に派遣した。1404年に足利義満に、「日本国王」に冊封して朝貢貿易も許した（勘合貿易）。
万暦帝
明の第14代皇帝　在位：1572年7月19日 - 1620年8月18日
13代皇帝隆慶帝の第3子。泰昌帝（朱常洛）の父。
主席大学士（宰相）張居正により、一条鞭法の導入・無用な公共事業の廃止などにより財政は好転。しかし張居正が死ぬと贅沢三昧の日々を送るようになる。万暦の三征（朝鮮の役・哱拝の乱・楊応龍の乱）の対応もあり、財政は再び悪化した。
太祖（ヌルハチ）
後金の創始者・初代皇帝　在位：1616年2月17日 - 1626年9月30日
ホンタイジの父。
イェへ以外の海西女真族を全て支配下に入れる。1616年、ハンの地位に即き、国号を後金とする。明へ奇襲をかけ大勝し、イェへを統合し、悲願であった全女真族の統一に成功した。
太宗（ホンタイジ）
後金の第2代皇帝　在位：1626年10月20日 - 1643年9月21日
ヌルハチの五男
農業生産や経済力を身に付け、明との決戦に備えた。
道光帝
清の第8代皇帝　在位：1820年10月3日 - 1850年2月25日
嘉慶帝の子。
国内では反乱が続発しイギリスとのアヘン戦争に敗れ開国を強いられた。
溥儀
大清国第12代にして最後の皇帝　在位：1908年12月2日 - 1912年2月12日。大満州帝国皇帝。
光緒帝の甥。
辛亥革命により退位。日本の保護の下で満洲国皇帝（康徳帝）に即位するも、満洲国の崩壊に伴いソ連軍の捕虜になる。

## イスラーム

### ムガル帝国
バーブル
ムガル帝国の創始者（在位：1526年 - 1530年）
ティムール朝サマルカンド政権の君主。
ティムールの三男ミーラーン・シャーの玄孫。フマーユーンの父。
ティムール朝の再興を目指すもウズベク族に破れカーブル（アフガニスタン）に拠点を移す。その後インドへの進攻を繰り返しヤムナー川・ガンジス川を越えてビハール地方・ベンガル地方に遠征した。1526年パーニーパットの戦いでローディー朝を破りデリーに入城。ムガル帝国を建てた。
アクバル
第3代君主（在位：1556年 - 1605年）
2代君主フマーユーンの子。4代皇帝ジャハーンギールの父。
帝国を再興し、都をアーグラに定めた。ジズヤを廃止しヒンドゥーとの和解に努め、ラージプートとの同盟関係の構築を本格的に行った。1576年までに北インドを統一した。税制の面ではザブト制を施行、全国を州・県・郡に分け中央集権化策を進めた。
アウラングゼーブ
6代君主（在位：1658年 - 1707年）
第5代君主シャー・ジャハーンの三男。7代君主バハードゥル・シャー1世の父。
厳格なスンナ派でジズヤを復活。シーア派・ヒンドゥー教の弾圧を行った。帝国最大の領土を獲得したが諸地方やシク教徒の反乱を招いた。

### オスマン-トルコ帝国
オスマン1世
オスマン帝国の初代皇帝（在位: 1299年 - 1326年）
アナトリア西北部のトルコ人首長エルトゥールルの子。2代皇帝オルハンの父。
ルーム・セルジューク朝から独立を宣言してオスマン帝国を建国。ビザンツ帝国とコユンヒサルの戦いでこれを破り領域を広げた。
メフメト2世
第7代スルタン（皇帝、在位: 1444年 - 1446年、1451年2月18日 - 1481年5月3日）
6代皇帝ムラト2世の子。8代皇帝バヤズィト2世の父。
1453年にコンスタンティノープルを陥落させビザンツ帝国を滅ぼした。そしてこの地に遷都した（イスタンブール）。黒海沿岸・バルカンにも進出した。
セリム1世
第9代皇帝（在位：1512年 - 1520年）
8代皇帝バヤズィト2世の子。スレイマン1世の父。
1514年サファヴィー朝をチャルディラーンの戦いなどで討ち、翌1516年にアルジェを占領、マルジュ・ダービクの戦いでマムルーク朝軍を破って翌1517年には首都カイロを落としてシリアを攻略。聖地メッカ、メディナを保護下に置いた。
スレイマン1世
第10代皇帝（在位：1520年 - 1566年）
セリム1世の子。11代皇帝セリム2世の父。
中央集権体制を整えオスマン帝国の最盛期を築き、トルコでは法典を編纂し帝国の制度を整備したことから「立法帝（カーヌーニー）」と称される。西アジア・北アフリカ・東欧を支配しフランスのフランソワ1世と同盟を結び（カピチュレーション）西欧諸国を圧倒した。